# Skoglig doktor
Skoglig doktor, SkogD, är en svensk akademisk titel för en doktor i skogsvetenskap. Skoglig doktor är en av de doktorsexamina som förekommer vid Sveriges lantbruksuniversitet, vid den del som har ett historiskt ursprung i Skogshögskolan. Forskarstuderande som avlägger skoglig doktorsexamen är oftast jägmästare i sin grundexamen (kallades en kortare period skoglig magister), då SLU normalt låter grundexamen styra vilken beteckning på doktorsexamen som används.
Möjligheten att utfärda skoglig doktorsgrad fick Skogshögskolan 1950, efter att möjligheten att utfärda skoglig licentiatexamen tillkommit 1937.
Motsvarande svenskspråkiga akademiska titel i Finland är agronomie- och forstdoktor och är en gemensam examensbenämning för lantbruksvetenskapligt och skogsvetenskapligt område.